# Idioma protonostrático
El protonostrático es una protolengua hipotética, que sería el ancestro de las lenguas incluidas en la macrofamilia nostrática. No existe consenso sobre la validez esta familia desde un punto de vista filogenético, por lo cual se considera solo una hipótesis de parentesco, que muchos lingüistas históricos y comparatistas rechazan, aunque otros consideran que sí podría tratarse de una unidad filogenétca válida.
El proponente inicial de la hipótesis nostrática en 1903 fue el lingüista danés Holger Pedersen. A principios de la década de 1960, la teoría nostrática fue retomada y desarrollada significativamente por el lingüista soviético Vladislav Ílich-Svítych, y más tarde fue estudiada activamente por los científicos rusos Aharon Dolgopolsky, Vladimir Dybo y Serguéi Stárostin. Más recientemente las reconstrucciones fueron revisadas por Allan R. Bomhard (2008), cuyo trabajo compila unos pocos centenares de cognados. Sin embargo, la gramática y la sintaxis de esta lengua serían muy difíciles de reconstruir, aun cuando la hipótesis nostrática fuera cierta, por lo que sólo se han hecho propuestas específicas para su fonología y se han dado lista de cognados.

## Diversificación de la familia
Basándose en estimaciones glotocronológicas, S. Stárostin dio una periodización hopotética de las fases de diversificació de la familia nostrática:
- La primera división habría ocurrido durante el XI milenio a. C., cuando el proto-kartveliano y el proto-dravídico se separaron del resto del tronco nostrático.
- Luego, en el X milenio a. C., aparecerían el protoindoeuropeo y el uralo-altaico.
- Mil años después, las lenguas uralo-altaicas se habrían separado.

Esta cronología desafía las propuestas de otros autores que rechazan tanto la hipótesis altaica e incluso los autores que sostienen que es más razonable suponer que recientemente existió una familia indo-urálica. En cualquier caso, todas estas conjeturas son endebles y no está laro que la glotocronología pueda aplicarse a períodos tan grandes de tiempo, al menos sin modificaciones, respecto a como se aplica usualmente.

## Características lingüísticas

### Fonología
El lingüista checo V. Blazek describe la reconstrucción de la fonética del protonostrático de Illich-Svitych como una combinación de consonatismo kartveliano y semítico con vocalismo fino-ugrio.

#### Consonantes
|              |              | Labiales | Dentales | Alveolares/palatales | Postalveolares | Velares | Uvulares | Fáringeas | Glotales |
| ------------ | ------------ | -------- | -------- | -------------------- | -------------- | ------- | -------- | --------- | -------- |
| Nasales      | Nasales      | /m/      | /n/      | /nʲ/                 |                | /ŋ/     |          |           |          |
| Oclusivas    | Sordas       | /p/      | /t/      |                      |                | /k/     | /q/      |           | /ʔ/      |
| Oclusivas    | glotalizadas | /p̕/      | /t̕/      |                      |                | /k̕/     | /q̕/      |           |          |
| Oclusivas    | Sonoras      | /b/      | /d/      |                      |                | /g/     | /ɢ/      |           |          |
| Africadas    | Sordas       |          | /t͡s/     | /t͡ɕ/                 | /t͡ʃ/           |         |          |           |          |
| Africadas    | glotalizadas |          | /t͡s̕/     | /t͡ɕ̕/                 | /t͡ʃ̕/           |         |          |           |          |
| Africadas    | Sonoras      |          | /d͡z/     | /d͡ʑ/                 | /d͡ʒ/           |         |          |           |          |
| Fricativas   | Sordas       |          | /s/      | /ɕ/                  | /ʃ/            |         |          | */ħ/      | */h/     |
| Fricativas   | Sonoras      |          | /z/      |                      |                |         |          | /ʕ/       |          |
| Róticas      | Róticas      |          | /r/      | /rʲ/                 |                |         |          |           |          |
| Laterales    | Laterales    |          | /l/      | /lʲ/                 |                |         |          |           |          |
| Aproximantes | Aproximantes | /w/      |          | /j/                  |                |         |          |           |          |

Hay discusiones sobre el sistema de oclusivas del protonostrático. Illich-Svitych restauró el siguiente sistema ternario:
| Pronostrático | Protosemitohamítico | Protoindoeuropeo | Protoaltai | Protokartveliano |
| ------------- | ------------------- | ---------------- | ---------- | ---------------- |
| Ṭ             | Ṭ                   | T                | T'         | Ṭ                |
| T             | T                   | D                | T          | D                |
| D             | D                   | Dh               | D          | D                |

Starostin, teniendo en cuenta las correspondencias que Illich-Svitych consideraba irregulares, además de excluir el material semítico-hamítico y reinterpretar las oclusivas glotalizadas kartvelianas como consecuencia de la influencia del sustrato caucásico, recibió el siguiente sistema de correspondencias:
| Pronostrático | Protoindoeuropeo | Protoaltai | Protokartveliano |
| ------------- | ---------------- | ---------- | ---------------- |
| T'            | Th               | T'         | Ṭ                |
| T             | T                | T          | T                |
| D             | Dh               | D          | D                |
| Dw            | T                | T'         | D                |

#### Vocales
|              | Anteriores | Centrales | Posteriores |
| ------------ | ---------- | --------- | ----------- |
| Cerradas     | /i/ /ü/    |           | /u/         |
| Semicerradas | /e/        |           | /o/         |
| Abiertas     | /ä/        | /a/       |             |

Starostin creía que el protonostrático carecía de la serie uvular, reconstruida por Illich-Svitych basándose únicamente en datos de las lenguas kartvelianas, en las que esta serie podría haber surgido bajo la influencia de las lenguas caucásicas nororientales. reinterpretó q̕ como k̕, q como x y ɢ como γ.

### Sintaxis
Dolgopolsky en 1972 formuló las siguientes leyes de la sintaxis del protonostrático:
- El predicado es la última de las palabras con valor completo de la oración.
- El atributo (expresado como una palabra completa o un grupo de palabras) precede inmediatamente al predicado.
- Los complementos preceden al predicado.

Pronombre personal o demostrativo 
- El sujeto se coloca después del predicado.

- Los pronombres personales y demostrativos se colocan después del modificador.
- Las palabras locativas se ubican después de los nombres de los objetos a los que se refieren.

## Otras lecturas
- Aharon Dolgopolsky Experiencia en la reconstrucción de un sistema gramatical nostrático general. // Actas de la conferencia sobre gramática histórica comparada de lenguas indoeuropeas. М., 1972. — С. 32-34.
- Vladislav Ílich-Svítych Experiencia de comparación de lenguas nostráticas. — М.: УРСС, 2003.
- Serguéi Stárostin Nostratic and Sino-Caucasian. // trabajos sobre lingüística. — М.: Языки славянских культур, 2007. — С. 448—466
- Blažek V. Současný stav nostratické hypotézy (fonologie a gramatika). // Slovo a slovesnost, 44. — S. 235—247

- Vladimir Dybo, Ilia Peiros PROBLEMAS DE ESTUDIAR LENGUAS RELATIVAS LEJANAS Archivado el 11 de mayo de 2012 en Wayback Machine. // Boletín de la Academia de Ciencias de Rusia. — М., 1985. — № 2. — С. 55-66
- Allan R. Bomhard A Critical Review of the First Two Volumes of: Опыт сравнения ностратических языков (семито-хамитский, картвельский, индоевропейский, уральский, дравидийский, алтайский) Archivado el 28 de enero de 2021 en Wayback Machine.. — condado de Florence, 2020.